# Acauã
Acauã is een gemeente in de Braziliaanse deelstaat Piauí. De gemeente telt 7.354 inwoners (schatting 2009).